# Thomas Bienvenu Tchoungui
 (janvier 2025).
La mise en forme du texte ne suit pas les recommandations de Wikipédia : il faut le « wikifier ».
Les points d'amélioration suivants sont les cas les plus fréquents. Le détail des points à revoir est peut-être précisé sur la page de discussion.
- Les titres sont pré-formatés par le logiciel. Ils ne sont ni en capitales, ni en gras.
- Le texte ne doit pas être écrit en capitales (les noms de famille non plus), ni en gras, ni en italique, ni en « petit »…
- Le gras n'est utilisé que pour surligner le titre de l'article dans l'introduction, une seule fois.
- L'italique est rarement utilisé : mots en langue étrangère, titres d'œuvres, noms de bateaux, etc.
- Les citations ne sont pas en italique mais en corps de texte normal. Elles sont entourées par des guillemets français : « et ».
- Les listes à puces sont à éviter, des paragraphes rédigés étant largement préférés. Les tableaux sont à réserver à la présentation de données structurées (résultats, etc.).
- Les appels de note de bas de page (petits chiffres en exposant, introduits par l'outil «  Source ») sont à placer entre la fin de phrase et le point final[comme ça].
- Les liens internes (vers d'autres articles de Wikipédia) sont à choisir avec parcimonie. Créez des liens vers des articles approfondissant le sujet. Les termes génériques sans rapport avec le sujet sont à éviter, ainsi que les répétitions de liens vers un même terme.
- Les liens externes sont à placer uniquement dans une section « Liens externes », à la fin de l'article. Ces liens sont à choisir avec parcimonie suivant les règles définies. Si un lien sert de source à l'article, son insertion dans le texte est à faire par les notes de bas de page.
- La présentation des références doit suivre les conventions bibliographiques. Il est recommandé d'utiliser les modèles {{Ouvrage}}, {{Chapitre}}, {{Article}}, {{Lien web}} et/ou {{Bibliographie}}. Le mode d'édition visuel peut mettre en forme automatiquement les références.
- Insérer une infobox (cadre d'informations à droite) n'est pas obligatoire pour parachever la mise en page.

Pour une aide détaillée, merci de consulter Aide:Wikification.
Si vous pensez que ces points ont été résolus, vous pouvez retirer ce bandeau et améliorer la mise en forme d'un autre article.
Vous venez d’apposer le modèle de débat d'admissibilité.
Avant toute chose, veuillez créer la page de débat correspondante en cliquant ici.
- Une fois la page de vote initialisée, rafraîchissez cette page, et le bandeau prendra son aspect définitif.
- Si votre débat d'admissibilité est groupé (le motif et l’argumentation doivent être les mêmes), modifiez cette page pour ajouter au modèle le paramètre « cat » suivi du nom de la page de discussion de l’article pour lequel la page de débat existe déjà (ex. : cat=Discussion:Nom_de_l'autre_article). Ensuite, suivez les nouvelles instructions qui apparaissent.
- Vous pouvez également utiliser le paramètre « type » pour faciliter l’accès aux critères d’admissibilité. Exemple : {{suppression|type=mot-clé}}. Liste des mots-clés existants : fiction, musique, art visuel, fanzine, jeu de société, porno, sportif, association, enseignement, société, site web, route, nombre, (Liste complète ici).

| 1. | Créez la page de débat d'admissibilité.                                                                      | Sauvegardez d’abord la page pour l’initialiser puis indiquez votre motivation.                   |

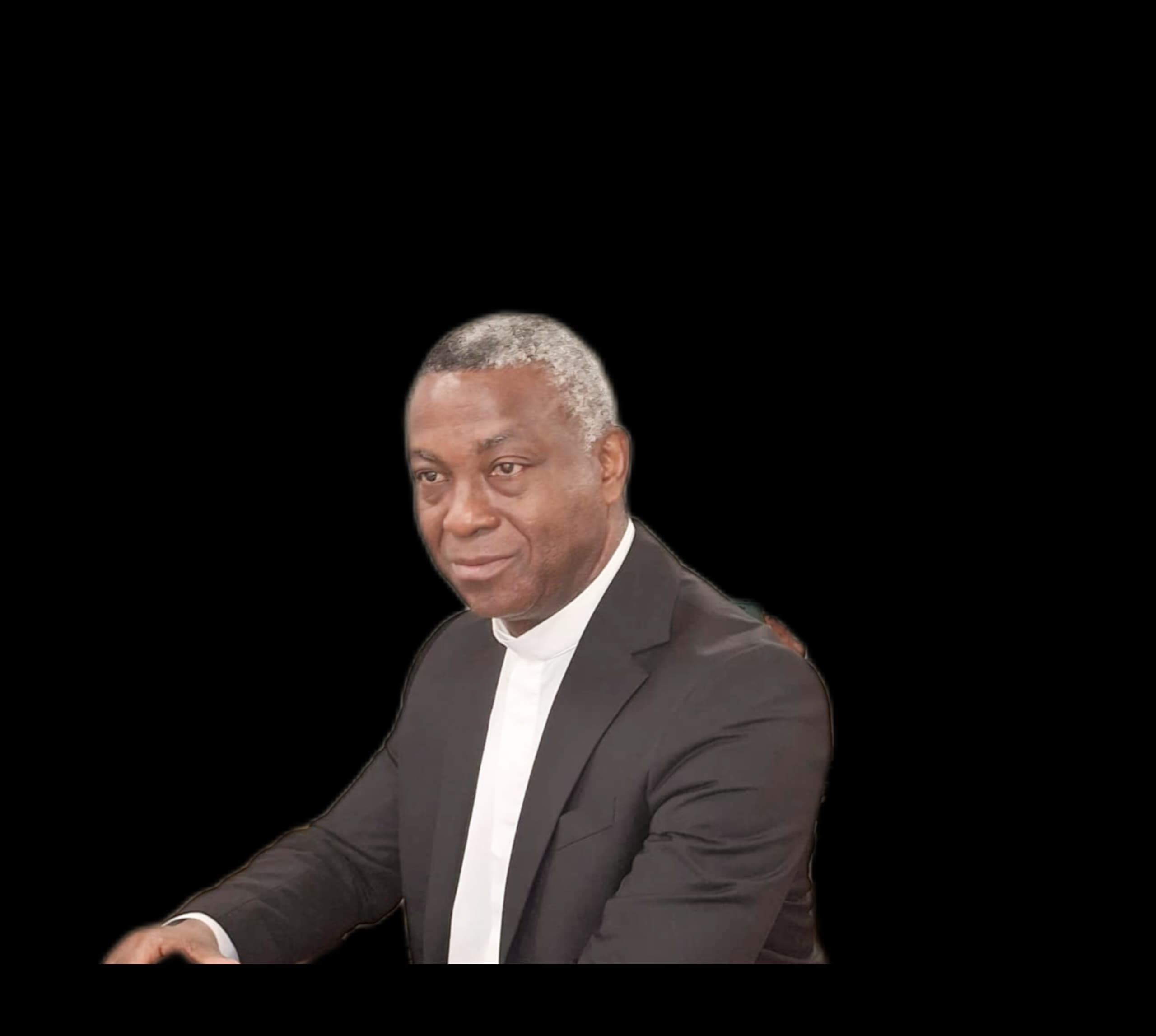
Thomas Bienvenu Tchoungui, prêtre-recteur de l'UCAC en 2023.

| 2. | Important : ajoutez une entrée dans la section Débat d'admissibilité du jour.                                | Utilisez ce texte : *{{L\|Thomas Bienvenu Tchoungui}}                                            |
| 3. | Pensez à informer les contributeurs principaux de la page et les projets associés lorsque cela est possible. | Utilisez ce texte : {{subst:Avertissement débat d'admissibilité\|Thomas Bienvenu Tchoungui}}~~~~ |

 (janvier 2025).
Il peut être nécessaire de l'améliorer pour respecter le principe de neutralité de point de vue. Veuillez consulter la page de discussion pour plus de détails.

 (janvier 2025).
Thomas Bienvenu Tchoungui est un prêtre catholique camerounais, membre du diocèse de Mbalmayo. Il a été ordonné prêtre le 4 juillet 1998.

## carrière ecclésiale
Thomas Bienvenu Tchoungui a occupé plusieurs postes au sein de l'Église catholique au Cameroun. Il a été vicaire général du diocèse de Mbalmayo, vice-recteur du Grand Séminaire de philosophie et de propédeutique d'Otélé, principal du Collège Jean-Paul II et recteur du Petit Séminaire Saint Paul de Mbalmayo.
En 2013, il a été recruté comme enseignant permanent de théologie morale à l'Institut catholique de Yaoundé. Il a occupé plusieurs postes au sein de l'institut, notamment celui de directeur du premier cycle, de vice-doyen et de doyen de la faculté de théologie.
Le 14 décembre 2023, il a été nommé recteur de l'université catholique d'Afrique centrale pour un mandat de cinq ans,.

## formation et diplômes
Thomas Bienvenu Tchoungui a effectué ses études secondaires au Petit Séminaire Saint Paul de Mbalmayo de 1983 à 1990. Il a ensuite poursuivi ses études philosophiques au Grand Séminaire de Nkolbisson de 1991 à 1994.
Il a obtenu une maîtrise en théologie à l'Institut catholique de Yaoundé en 2000. Il a ensuite poursuivi ses études à Rome, où il a obtenu un doctorat en théologie morale en 2005 et une licence canonique en philosophie en 2006.

## activités et engagements
Thomas Bienvenu Tchoungui est auteur de plusieurs ouvrages et articles. Il est également membre de plusieurs sociétés savantes, notamment le CREA, le GRITA, l'IPIS et l'EthicsLab3.
Il est impliqué dans plusieurs projets de développement et de lutte contre la pauvreté en milieu rural, notamment la construction d'écoles, de centres de santé et de puits d'eau potable,,,,,,.

## notes et références
1. ↑  Université Catholique d'Afrique Centrale, « Rév. Père Pr Thomas Bienvenu TCHOUNGUI Recteur de l'Université Catholique d'Afrique Centrale », sur ucac-icy.net (consulté le 9 janvier 2025)
2. ↑  Université Catholique d’Afrique Centrale, « Le Rectorat de l’UCAC Université Catholique d’Afrique Centrale. », sur ucac-icy.net (consulté le 9 janvier 2025)
3. ↑  « Université Catholique d'Afrique Centrale : les défis du  nouveau recteur », sur Cameroun tribune, 5 janvier 2024 (consulté le 7 janvier 2025)
4. ↑  « L'UCAC accueil son nouveau recteur », sur UCAC-ICY, 6 janvier 2024 (consulté le 7 janvier 2025)
5. ↑  ethicslab, « PERSONNEL », sur ethicslabucac.net (consulté le 13 janvier 2025)
6. ↑  (de) « Urlaubsvertretung: Pfarrer aus  Kamerun in Ludwigsburg   Pastor Thomas Tctonngui fliegt heute wieder zurütck nach Afrika - Hilfsprojekt », sur Lebendiges Dorf Kamerun, 10 septembre 2007 (consulté le 9 janvier 2025)
7. ↑  « Un centre de santé inauguré dans le village Mfida », sur Santé tropicale, 18 juin 2009 (consulté le 8 janvier 2025)
8. ↑  (de) « Der Verein ,,Lebendiges Dorf  Kamerun" und Monsignore  Dr. Thomas B. Tchoungui  im Gespräch mit OB Spec », sur Lebendiges Dorf Kamerun, 24 septembre 2008 (consulté le 9 janvier 2025)
9. ↑  (de) lebendiges dorf kamerun, « Lettre de remerciement de Mfida par Mgr Dr. Thomas Bienvenu Tchoungui », sur Lebendiges Dorf Kamerun, 2 avril 2020 (consulté le 9 janvier 2025)
10. ↑  (de) « Impuls- und Austauschzentrum Kamerun », sur BIMAWO, 14 mars 2024 (consulté le 9 janvier 2025)
11. ↑  (de) « Die Zusammenarbeit kann etwas verändern,  Interview mit Pfarrer Dr Thomas Tchoungul, der gerade in Ludwigsburg arbeitet, und mtPeter Keim vom Verein Lebendiges Dorf Kamerun », sur Lebendiges Dorf Kamerun, 6 septembre 2007 (consulté le 9 janvier 2025)
12. ↑  (de) Ludwig Laibacher, « Das Leben ist jetzt zehnmal besser
Seit 2006 unterstützt die Ludwigsburger Initiative „Lebendiges Dorf Kamerun“ den Ort Mfida. Mit ihren Mitteln sind ein Krankenhaus, eine Schule und eine Markthalle gebaut worden. », Stuttgarter Zeitung,‎ 8 août 2013 (lire en ligne, consulté le 9 janvier 2025)